# Europarlamentari della Slovacchia della VIII legislatura
Gli europarlamentari della Slovacchia della VIII legislatura, eletti in occasione delle elezioni europee del 2014, sono stati i seguenti.

## Composizione storica
| Europarlamentare        | Lista                                                         | Gruppo |
| ----------------------- | ------------------------------------------------------------- | ------ |
| Pál Csáky               | Partito della Coalizione Ungherese                            | PPE    |
| Monika Flašíková Beňová | Direzione - Socialdemocrazia                                  | S&D    |
| Eduard Kukan            | Unione Democratica e Cristiana Slovacca - Partito Democratico | PPE    |
| Vladimír Maňka          | Direzione - Socialdemocrazia                                  | S&D    |
| Miroslav Mikolášik      | Movimento Cristiano-Democratico                               | PPE    |
| József Nagy             | Most-Híd                                                      | PPE    |
| Branislav Škripek       | Gente Comune e Personalità Indipendenti - Unione Cristiana    | ECR    |
| Monika Smolková         | Direzione - Socialdemocrazia                                  | S&D    |
| Ivan Štefanec           | Movimento Cristiano-Democratico                               | PPE    |
| Richard Sulík           | Libertà e Solidarietà                                         | ALDE   |
| Anna Záborská           | Movimento Cristiano-Democratico                               | PPE    |
| Boris Zala              | Direzione - Socialdemocrazia                                  | S&D    |
| Jana Žitňanská          | Nuova Maggioranza                                             | ECR    |